# 神部俊郎
神部 俊郎（かんべ としろう、1907年10月23日-1995年4月14日）は、日本の政治家・実業家・元地方公務員。北海道滝川市出身。北海道滝川市市長（1期）。

## 略歴
滝川市の前身となる8代目滝川町長神部為蔵の孫。1925年北海道庁立滝川中学校卒。1929年早稲田大学専門部法律科卒業後に、1931年札幌土木事務所職員、1933年鷹栖信用購買販売利用組合職員、1935年合資会社神部組代表社員を経て、1939年鷹栖村助役になる。1941年北海道人造石油の役員に就任。1946年滝川化学労働組合執行委員長。1947年滝川町長選に出馬し臨時町長代理を務めた奥山与作、太田信吉の候補者をおさえて初当選。その後、滝川町長を以後連続3期務めた。1951年合資会社神部組代表社員を兼職。1952年神戸組が組織変更し、代表取締役社長を兼職。1960年神部組代表取締役社長を退任。1958年7月1日滝川市に市制施行により滝川市初代市長。1959年に勇退。1959年北海道議会議員選挙の北海道議会議員に出馬し初当選。以後連続4期務めた。1975年に勇退。1975年滝川ガス代表取締役社長に就く（1986年まで）。1980年に滝川市名誉市民に選出された。1982年のみ國學院大學北海道短期大学部地方自治論講座非常勤講師も兼任。1986年再び神部組代表取締役社長に就く。1995年同社長在職のまま逝去。

## 受賞歴
- 建設大臣表彰（1959年）[5]
- 藍綬褒章（1964年、1973年）
- 勲四等旭日小綬章（1979年）[6]